# Ebrāhīm Beygī
Ebrāhīm Beygī (persiska: ابراهيم بيگی) är en ort i Iran.   Den ligger i provinsen Alborz, i den norra delen av landet, 70 km väster om huvudstaden Teheran. Ebrāhīm Beygī ligger 1 215 meter över havet och antalet invånare är 692.
Terrängen runt Ebrāhīm Beygī är platt åt sydväst, men åt nordost är den kuperad.Runt Ebrāhīm Beygī är det ganska tätbefolkat, med 86 invånare per kvadratkilometer. Närmaste större samhälle är Naz̧arābād, 5,2 km nordväst om Ebrāhīm Beygī. Trakten runt Ebrāhīm Beygī består till största delen av jordbruksmark.